# ناخواسته (فیلم ۲۰۰۰)
ناخواسته (به هندی: Anjaane) فیلمی محصول سال ۲۰۰۰ و به کارگردانی راوی رای است. در این فیلم بازیگرانی همچون ویویک موشران، راوینا تاندون، موهنیش باهل، فریده جلال، انوپم کهیر، کیران کومار و بینا بانرجی ایفای نقش کرده‌اند.